# Falkenhagener Feld

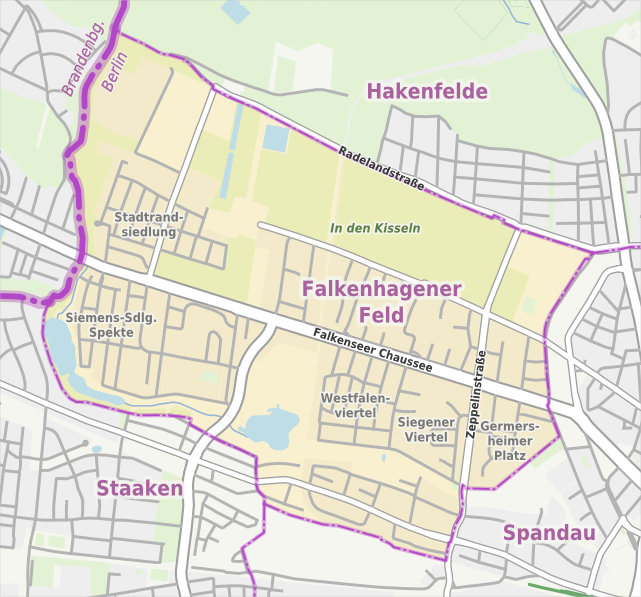
Mappa del quartiere

Il Falkenhagener Feld è un quartiere di Berlino, appartenente al distretto di Spandau.